# Wiener Gebär- und Findelhaus
Das Wiener Findelhaus wurde 1784 von Kaiser Joseph II. gegründet und bestand bis 1910. Es gehörte zu den größten derartigen Institutionen der Welt, die Sterblichkeitsrate zu den höchsten. Ein Großteil der rund 750.000 Kinder, die während seines Bestehens aufgenommen wurden, kamen im angeschlossenen Wiener Gebärhaus zur Welt. Das Findelhaus hatte keine Drehlade, es wurden nur Kinder von ledigen Müttern aufgenommen.

## Geschichte
Als Vorläufer des Wiener Gebär- und Findelhauses fungierten seit dem 17. Jahrhundert das Chaossche Stiftungshaus mit einem Haus „für die Findel- und unerzogenen Hausarmenkinderwaisen“ und seit Beginn des 18. Jahrhunderts das Wiener Bürgerspital mit einer Außenstelle in Sankt Marx, in der die „Gebäranstalt für ledige und Heilanstalt für syphilitische Frauen“, untergebracht war. Die gemeinsame Unterbringung von unehelich gebärenden und syphiliskranken Frauen erfolgte, weil für beides dieselbe Ursache gesehen wurde: die als Krankheit geltende Unzucht, worunter jede sexuelle Handlung außerhalb der Ehe fiel. Die Kinder wurden gegen Bezahlung einer Taxe oder bei Mittellosigkeit gratis im Stiftungshaus aufgenommen und an Pflegeeltern weitervermittelt. Zwecks Abschreckung konnten die Frauen von der Bevölkerung besichtigt werden, wodurch sie Spott und Hohn über sich ergehen lassen mussten. Die Gebäranstalt diente außerdem seit Gründung des Lehrstuhls für Geburtshilfe im Jahr 1754 der Universität Wien als Ausbildungsstätte; die gebärenden Frauen waren – anders als bei den damals noch üblichen intimen Hausgeburten – den Blicken der Auszubildenden ausgesetzt. Die Situation machte das Gebärhaus wenig attraktiv und vonseiten der Universität wurde darüber geklagt, dass rund 500 Geburten pro Jahr nicht für eine ausreichende Ausbildung genügten. Maria Theresia ordnete im Jahr 1764 per Hofdekret die Errichtung eines Findelhauses an. Ihr Vorhaben wurde zwar nicht verwirklicht, jedoch ebnete sie damit den Weg für die durch Joseph II 1781 erlassenen, alle Gebiete der Wohlfahrtspflege umfassenden Reformen.
Im Wiener Bürgerspital, das auf mehrere kleine Spitäler aufgeteilt war, gab es ursprünglich keine Trennung, es wurden alle Arten von Hilfesuchenden gemeinsam untergebracht – Alte, Kranke, Behinderte, invalide Soldaten, Geisteskranke und Obdachlose ebenso wie Gebärende und Kinder. Die Trennung der unterschiedlichen Bedürftigen war einer der wichtigsten Punkte in den von Joseph II. erlassenen Direktiv-Regeln. Die Errichtung eines Findelhauses stand dabei an erster Stelle. Zentraler Sammelpunkt für hilfsbedürftige Kinder wurde ab Anfang 1784 zunächst das in Wien-Landstraße gelegene Waisenhaus am Rennweg, das bisher nur für sechs- bis dreizehnjährige Waisen zuständig gewesen war, wobei Kinder von Bürgern, Soldaten und Handwerkern bevorzugt aufgenommen wurden. Hierher wurden nun auch die in Sankt Marx geborenen und von den Müttern zurückgelassenen Kinder gebracht.
Die Eröffnung des von Simon Zeller Edler von Zellenberg (1746–1816), kaiserlicher Leibarzt von Joseph II., als Obergeburtshelfer geleiteten Gebärhauses erfolgte zugleich mit der Eröffnung des Allgemeinen Krankenhauses am 16. August 1784. Im Oktober 1784 übersiedelte das Findelhaus vom Rennweg gemeinsam mit dem Chaosschen Stiftungshaus unter dem Namen „k. k. Wienerisches Findel- und Waisenhaus“ in den so genannten Strudlhof, einen Teil des kurz zuvor geschlossenen Spanischen Spitals. Dadurch ergab sich eine kurzfristige Trennung des Findelhauses vom Waisenhaus am Rennweg, das erst ein Jahr später – im Oktober 1785 – nachfolgte und bis 1788 wieder unter einer gemeinsamen Verwaltung stand. Mit der am 1. Juli 1788 erfolgten neuerlichen Übersiedlung des Findelhauses in den so genannten Mölkergarten, einem ehemaligen Trinitarierkloster an der Alser Straße (heute Nr. 23), kam es zur endgültigen Trennung des Findelhauses vom Waisenhaus.
Ab dem Jahr 1801 wurden durch das neu gegründete Ammeninstitut im Findelhaus auch Ammen an Private vermittelt. Im Jahr 1802 wurde das Schutzpockenhauptinstitut als Bestandteil des Findelhauses in Wien gegründet.
Ab 1806 unterstand das Findelhaus der Direktion des Allgemeinen Krankenhauses und damit der k. k. Niederösterreichischen Statthalterei. 1819 kamen das Gebärhaus und das Findelhaus als „Provinzial-Staatsanstalten“ in den Zuständigkeitsbereich der Hofkanzlei, was eine Trennung vom Allgemeinen Krankenhaus bedeutete. Als medizinische Ausbildungsstätte der Wiener Universität war das Gebärhaus zugleich dem Unterrichtsministerium unterstellt.
1851 wurde die bereits 1848 von einer Kommission vorgeschlagene Umorganisation realisiert. Das Gebärhaus wurde organisatorisch vom Allgemeinen Krankenhaus getrennt und mit dem Findelhaus vereint, was sich in einer eigenen gemeinsamen Direktion dokumentierte. 1852 erfolgte die neuerliche Unterstellung unter die k. k. Niederösterreichische Statthalterei. Der Status einer k. k. Anstalt blieb erhalten, finanziell bestritt der Staat zwei Drittel der Ausgaben und das Erzherzogtum Niederösterreich ein Drittel. Das Findelhaus wurde 1857 um 138 Plätze für Ammen und doppelt so viele für Kinder erweitert. Anlässlich der Einrichtung der österreichischen Landesvertretungen im Jahr 1861 sollte das Wiener Findelhaus unter Beibehaltung der bisherigen Kostenaufteilung an das Land Niederösterreich übergeben werden, allerdings fürchtete das Land, früher oder später zur Gänze auf den Kosten sitzenzubleiben. 1865 wurde erst das Gebärhaus und 1868 das Findelhaus vom Land Niederösterreich übernommen, was einen Kompetenzstreit über das Vorrecht zur Beforschung der Kinderleichen zwischen Anatomie, Pathologie und Findelhaus zur Folge hatte. Beide Anstalten bekamen wieder eine gemeinsame Direktion. Das Organisationsstatut war, von geringfügigen Änderungen abgesehen, 40 Jahre lang gültig.
Nachdem sich in den 1890er-Jahren das Verhältnis zwischen Gebär- und Findelhaus zu ändern begonnen hatte, kam es mit Beginn des 20. Jahrhunderts zu einer Reorganisation. Das Gebärhaus beschränkte sich nicht mehr auf ledige Mütter, es kamen auch viele verheiratete Mütter, die ihre Kinder anschließend mit nach Hause nahmen. Das Findelhaus entwickelte sich immer mehr zu einer Fürsorgeeinrichtung, an der mittellose Eltern ihre Kinder vorübergehend unterbringen konnten. Zwischen 1893 und 1902 stieg der Anteil zeitweiliger Aufnahmen von knapp vier auf 16 %. Mit 1. Jänner 1909 kam es zur offiziellen Trennung, bei der die Gebäranstalt in die Verwaltung des k.k. Krankenanstaltenfonds überging. Aus der Findelanstalt wurde das weiterhin unter niederösterreichischer Landesverwaltung stehende und nach Gersthof übersiedelte Landeszentralkinderheim.

## Politisches Ziel und weitere Maßnahmen zu dessen Erlangung
Das Ziel der Gründung des Wiener Findelhauses und des angeschlossenen Gebärhauses waren der Schutz der Neugeborenen vor den unkontrollierbaren Ereignissen nach einer erfolgten Kindesweglegung oder Kindsmord (dieser kam jedoch weitaus seltener vor, als die Argumente der Befürworter vermuten ließen) und der gleichzeitige Schutz von Mutter und Kind durch eine Geburt unter medizinischer Aufsicht. Oder, wie es Joseph II. in seinen Direktiv-Regeln ausdrückte: die „Erhaltung der Menschheit“. Es war das merkantilistisch-populationistisch geprägte Zeitalter der Aufklärung, in dem eine Vermehrung der Bevölkerung und somit auch das Überleben möglichst vieler Kinder zwecks Stärkung von Wirtschafts- und Verteidigungskraft angestrebt wurden. Die Errichtung des Findelhauses wurde daher auch von anderen Maßnahmen begleitet, die das Überleben der Neugeborenen sichern sollten. So wurden von ärztlicher Seite das Selbststillen, das Impfen und ein Ende des Faschens propagiert und eine Verbesserung der Ärzte- und Hebammenausbildung gefordert. Juristen befassten sich mit Benachteiligungen unehelicher Kinder und den Strafen für Unzucht. Der Verkauf abtreibender Mittel wurde ebenso verboten wie eine gemeinsame Bettstatt für Mutter und Kind, damit Mütter ihre Kinder nicht im Schlaf erdrückten. Seit den 1780er-Jahren durften über nicht verheiratete Eltern keine Geld- und Schandstrafen mehr verhängt werden, der politische Ehekonsens wurde aufgehoben, der Makel der unehelichen Geburt sowie jener der „gefallenen Frauen“ ebenso, wobei die Änderung der rechtlichen Stellung nicht vor Diskriminierung schützte. Eine 1786 erfolgte rechtliche Gleichstellung unehelicher Kinder wurde vier Jahre später wieder annulliert.
Die Illegitimitätsrate lag in Wien um 1800 bei 30 %, erreichte 1847 51 % und betrug zwischen 1848 und 1868 50 %, wodurch in dieser Phase über 30 % aller Neugeborenen in Wien zu Findelkindern wurden. Mit der Aufhebung des Ehekonsens im Jahr 1868 kam es in den Alpenländern zu einer sprunghaften Verringerung der Illegitimitätsrate um vier Prozent. Mitte der 1870er-Jahre fiel die Rate der unehelich geborenen Kinder in Wien zeitweise auf unter 40 %.

## Das Gebärhaus

### Aufnahmebedingungen und Anonymität
Die wichtigste Bedingung für die Aufnahme der Mütter ins Gebärhaus war, dass sie ledig waren, wobei verwitwete Mütter diesen gleichgestellt waren. Die Möglichkeit der anonymen Geburt war den Müttern von Beginn an garantiert und selbst vor Gericht durfte der Aufenthalt im Gebärhaus nicht als Indiz für eine heimliche Geburt gewertet werden. Allerdings waren die Bedingungen für wohlhabende und arme Frauen unterschiedlich:
- Die Gratisabteilung konnte von Frauen in Anspruch genommen werden, wenn sie ein Armutszeugnis vorlegten und somit dem Gebär- und Findelhaus ihre persönlichen Daten bekanntgaben. Diese Variante wählten in der zweiten Hälfte des 19. Jahrhunderts mehr als 90 % der Frauen. Die Unterbringung erfolgte in den damals üblichen großen Schlafsälen. In der Zeit vor der Geburt wurden sie für Arbeiten herangezogen. Von den Frauen wurde weiters erwartet, dass sie für die Ausbildung von Geburtshelfern und Hebammen als Studienobjekte und später für vier Monate dem Findelhaus als Ammen zur Verfügung standen.[10]

- Frauen konnten die Dienste des Gebärhauses gegen Bezahlung einer festgelegten Taxe in Anspruch nehmen, wodurch sie besser untergebracht wurden und ihr Neugeborenes im Findelhaus zurücklassen konnten, ohne nach ihrem Namen gefragt zu werden. Sie hatten lediglich einen versiegelten Umschlag mit ihrem Namen abzugeben, damit im Todesfall ihre Familien verständigt werden konnten; den Umschlag bekamen sie beim Verlassen des Gebärhauses wieder zurück. Ihnen wurde die Möglichkeit geboten, das Allgemeine Krankenhaus durch ein eigenes Tor in einer stillen Seitengasse – das „Schwangerthor“ in der Rotenhausgasse – diskret „mit Larven verschleyert, und überhaupt so unkennbar als sie immer wollen“[11] zu betreten und wieder zu verlassen.

In den ersten Jahren der Anstalt konnten sich noch 70 % der Frauen diese Anonymität leisten, ihre Zahl sank allerdings im Laufe der Jahre. Spätestens ab den 1820er-Jahren war die Taxe für Frauen aus der Unterschicht nicht mehr bezahlbar, im zweiten Semester des Jahres 1868 konnten sich nur 20 Frauen die eigene Anonymität und damit auch die heimatrechtliche Zuständigkeit des Kindes nach Wien leisten. In den 1860er-Jahren setzte eine Diskussion um die Anonymität ein. Diese war getragen von der Ansicht, dass Ehrenrettung nicht Aufgabe einer öffentlichen Wohltätigkeitsanstalt sein könne, und dass dadurch das seit 1811 festgeschriebene Recht der Kinder auf Versorgung durch die Eltern geschmälert und das Konzept der Mutterliebe konterkariert würden. In der Folge kam es 1870 zu einer Änderung des Findelhaus-Statuts, die auch für zahlende Frauen das Ende der totalen Diskretion brachte. Diese war ab nun für die Dauer der Findelpflege begrenzt. Nur wenn das Kind gestorben ist, wurde der Umstand der unehelichen Geburt weiterhin diskret behandelt. Als Folge der neuen Regelung nahm die Frequenz der Bezahlabteilung weiter ab, weshalb 1878 wieder die alte Regelung in Kraft gesetzt wurde. 1899 kam es schließlich zur endgültigen Aufhebung des Anspruchs auf Anonymität.

### Die Mütter
Das Bild der ledigen Mütter, welches zur Zeit der Existenz des Gebärhauses kolportiert wurde, lässt sich anhand eines anlässlich der Eröffnung des Allgemeinen Krankenhauses verfassten Textes ablesen:

„Rückwärts zur Rechten stößt das sogenannte Gebärhaus an, wo die Aufnahme wieder nach verschiedenen Klassen geschieht. Hier wird das Schlachtopfer der Verführung und die schamlose Freudendirne mit gleicher Menschlichkeit aufgenommen. […] Hier wird sie Mutter, und verläßt das Haus, ohne erkannt zu werden.“

Die Frauen, die ins Gebärhaus kamen, entstammten überwiegend den lohnabhängigen Unterschichten, deren Heirat häufig durch den politischen Ehekonsens verhindert wurde. Frauen dieser Klasse konnten es sich außerdem nicht leisten, längere Zeit dem Erwerbsleben fernzubleiben, Frauenlöhne lagen weit unter jenen der Männer und ein Pflegeplatz für ein Kind war damit nicht finanzierbar. Zu einem überwiegenden Teil waren die Frauen, die das Gebärhaus aufsuchten, Dienstmägde; 1857 gehörte fast die Hälfte, 1888 zwei Drittel zu dieser Berufsgruppe. Sie lebten in hausrechtlicher Abhängigkeit und waren daher nicht oder erst in späten Lebensjahren in der Lage, an eine eheliche Hausstandsgründung zu denken. Die zweitgrößte Gruppe machten Tagelöhnerinnen und Handarbeiterinnen aus. Diesen beiden größten Gruppen unterprivilegierter Berufssparten waren unter den Findlingsmüttern 1857 mit einem Anteil von 77 % vertreten, im Jahr 1888 betrug ihr Anteil fast 90 %, denn die Aufhebung des Ehekonsens änderte nichts an den ökonomischen Problemen der untersten gesellschaftlichen Klassen.
Bis zur Mitte des 19. Jahrhunderts ist über die geographische Herkunft der Mütter nur wenig bekannt. Da von der Möglichkeit, die Verpflegungskosten von der Herkunftsgemeinde der Mütter einzufordern, zunächst kein Gebrauch gemacht wurde – das Dienen der Frauen als Studienobjekte galt als ausreichende Gegenleistung –, wurden keine Aufzeichnungen über die Herkunftsorte geführt. Das Einzugsgebiet der Anstalt dürfte aber aufgrund der geringen Mobilität zu dieser Zeit nicht besonders groß gewesen sein. Im Jahr 1851 wurde im Gebärhaus eine Statistik über die Herkunftsorte der Frauen begonnen. Systematisch geführt wurde sie ab 1864, nach Inkrafttreten des im Dezember 1863 beschlossenen Heimatgesetzes, wonach sich auch die Zuständigkeit der Findelkinder nach der Herkunft der Mütter richtete. Die Herkunftsorte, die sich über die Monarchie verteilten, waren jedoch nicht unbedingt identisch mit den Wohnorten. Die Heimatgemeinde änderte sich für Frauen üblicherweise nur durch Heirat. Zwischen 1830 und 1900 vervierfachte sich die Einwohnerzahl Wiens, in der zweiten Hälfte des 19. Jahrhunderts besaß weniger als die Hälfte der Wiener Bevölkerung das Wiener Heimatrecht. Die Aufzeichnungen der Herkunftsorte sagen daher nichts darüber aus, wo die Mütter tatsächlich lebten.
Die Frauen, die das Gebärhaus aufsuchten, waren demnach überwiegend in Niederösterreich, Böhmen, Mähren und Ungarn heimatberechtigt. Die Mehrheit setzte sich aus Frauen mit Herkunftsorten in Niederösterreich und Böhmen zusammen. Ab Mitte des 19. Jahrhunderts waren in Niederösterreich heimatberechtigte Frauen mit 35 bis 50 % stets die größte Gruppe. Der Grund für die Verringerung des Anteils an Frauen aus Böhmen, Mähren und Ungarn waren jeweils sozialpolitische Maßnahmen auf Landesebene. Etwa beschloss der Mährische Landesausschuss 1881, nur mehr für jene Frauen aufzukommen, die vom Gebärhaus „in Fällen der dringendsten Unabweisbarkeit“ aufgenommen werden mussten. Ihr Anteil betrug danach trotzdem noch rund zehn Prozent, es kam aber infolge zu einem Anstieg an Kindesweglegungen und Kindermorden bei mährischen Müttern. Aufzeichnungen über den letzten Wohnort liegen lediglich für das Jahr 1888 vor, wonach 76,5 % der Mütter in Wien und dem (zwei Jahre später eingemeindeten) Umland lebten. Dass die Gebärhausklientel sich zu einem großen Teil aus zugewanderten Frauen zusammensetzte, wird auch durch die soziale Stellung der Frauen bestätigt, denn die Wiener Dienstmädchen, die die größte Gruppe unter den Müttern ausmachten, waren ebenfalls vorwiegend Zuwanderinnen.

### Ablauf
Frauen kamen üblicherweise am Tag vor der Geburt in das Gebärhaus. Über ihre Aufnahme entschied die Oberhebamme nach einer körperlichen Untersuchung. Bereits zu einem früheren Zeitpunkt konnten die Schwangeren aufgenommen werden (was zum Beispiel die Geheimhaltung erleichterte), wenn sie sich den Wärterinnen als Magd zur Verfügung stellten. Die Statuten sahen grundsätzlich vor, dass die Schwangeren der Gratis-Abteilung zu Arbeiten, die für den Betrieb des Findelhauses notwendig waren, eingeteilt wurden. Erst 1900 wurden sie von „groben Arbeiten“ ausgenommen, zu diesen gehörten etwa Holzspalten, Wäschetragen und ‒ bis zur Anbindung an die Wiener Hochquellenleitung 1875 ‒ Wasser in höhere Stockwerke tragen. Ab 1900 wurden schwere Arbeiten von Taglöhnern erledigt.
Den Neuaufgenommenen wurde zunächst die Beichte abgenommen, ab 1822 bekamen sie zudem Religions- und Sittenunterricht ‒ was sonst im Allgemeinen Krankenhaus nur in der Syphilis-Abteilung üblich war. Verena Pawlowsky stellt dazu fest: „Das als Humanitätsanstalt gepriesene Gebär- und Findelhaus brach keineswegs mit der moralischen Verurteilung ledig gebärender Frauen.“
Die Oberhebamme war für die Geburtsbetreuung zuständig, ihr standen zwei Praktikanten zur Seite. Die große Zahl an Entbindungen lässt jedoch vermuten, dass einfache Geburten von Praktikanten oder Hebammenschülerinnen allein begleitet wurden. Erst bei schwierigen Fällen, wenn etwa der Einsatz der Geburtszange notwendig war, musste die Oberhebamme den Professor oder dessen Assistenten zu Hilfe holen. Sie musste dann „als Kunstgehülfinn, und gleichsam als einzige weibliche Autorität und Zeuge, selbst zur Beruhigung der leidenden Gebärenden, bey der Operation gegenwärtig seyn“. Die Betten in den zu jeder Abteilung gehörenden Kreißzimmern unterschieden sich von normalen Betten lediglich durch bewegliche Seitengriffe für die Hände der Gebärenden. Gebärstühle, wie in anderen Städten bereits üblich, fehlten.
Die Säuglinge wurden schnellstmöglich in der Hauskapelle getauft, in kritischen Fällen erfolgten sofortige Nottaufen durch die Hebamme. Dabei wurden jene Findelkinder, die in der Gratisabteilung zur Welt gekommen waren, ungeachtet der Konfession ihrer Mütter katholisch getauft. In der Bezahlabteilung waren Kinder von Müttern protestantischen Glaubens von der Zwangstaufe ausgenommen, die Kinder wurden trotzdem katholisch erzogen. Kinder jüdischer Herkunft wurden katholisch zwangsgetauft. Erst 1868 sah man von der  katholischen Zwangstaufe ab, die Mütter konnten nun die Religion ihrer Kinder selbst wählen.
Nach der Geburt blieben die Mütter mit ihren Kindern noch einige Tage im Gebärhaus, um sie zu stillen. Frauen aus der Gratisabteilung waren verpflichtet, sich nach Entlassung im Findelhaus als Amme vorzustellen, wobei nur ein geringer Teil aufgenommen wurde. Einige wurden durch das hauseigene Säugammeninstitut an Privatpersonen vermittelt.

## Das Findelhaus

### Aufnahmezahlen
In den Anfangsjahren war das Wiener Findelhaus in Bezug auf die Aufnahmezahlen führend unter den vergleichbaren Einrichtungen in Europa. In den ersten Jahrzehnten des 19. Jahrhunderts lagen die Aufnahmezahlen vom Pariser Hôtel-Dieu de Paris über jenen von Wien. Ab etwa 1820 führte Moskau die Rangliste an, Wien und Sankt Petersburg wechselten einander auf dem zweiten Platz ab.
Während der Zeit seines 126-jährigen Bestehens nahm das Wiener Findelhaus rund 750.000 Kinder in Pflege. Beginnend mit 1366 Kindern im ersten Jahr, stieg die Auslastung stetig an; die 2000er-Marke wurde bereits 1787, die 3000er-Marke 1799 überschritten. Zwanzig Jahre später wurden mehr als 4000 und weitere zwanzig Jahre später mehr als 5000 Kinder jährlich aufgenommen. Die höchste Aufnahmezahl wurde im Jahr 1880 verzeichnet: 9820 Kinder wurden in diesem Jahr dem Findelhaus überlassen – durchschnittlich 27 Kinder täglich. Die stark zunehmende Frequenz wird als „Spiegelbild der deutlich voranschreitenden Pauperisierung der Wiener Bevölkerung“ gewertet.

### Aufnahme und Einteilung der Kinder
Aufnahme ins Findelhaus fanden hauptsächlich jene Kinder, die im Gebärhaus zur Welt gekommen waren. Mütter und Kinder wurden meistens am achten oder neunten Lebenstag des Kindes vom Gebärhaus „in einem geschlossenen Wagen in das Findelhaus überführt“. Dort war Platz für 138 Ammen und mindestens 226 Säuglinge. Die Mütter mussten sich der Ammenwahl stellen, wobei Gesundheit, ausreichende Milchproduktion und eine gute körperliche Konstitution für die Wahl ausschlaggebend waren. Die Säuglinge wurden zunächst untersucht und mit einer laufenden Nummer, Name, Geburts- und Aufnahmedaten und Angaben zur Mutter (sofern sie nicht bezahlt hat) in das Anstaltsprotokoll eingetragen. Danach wurde ein Kopfzettel, auch Kindeszeichen genannt, ausgestellt. Das Kindeszeichen blieb immer beim Kind, auch wenn es in Pflege gegeben wurde. Zusätzlich bekam das Kind ein Band mit der Aufnahmenummer um das Armgelenk genäht. Die Mutter erhielt einen Empfangsschein, den sie vorweisen musste, wenn sie sich nach ihrem Kind erkundigen oder es zu sich nehmen wollte.
Ab 1867 wurden die Kinder auch gewogen, was eine differenziertere Einteilung der Kinder in kräftige, schwache, lebensschwache und Frühgeburten erlaubte als die bis dahin übliche Einstufung nach Augenschein. Diese Kategorisierung hatte großen Einfluss auf die Verweildauer der Kinder im Findelhaus, die in diesem Aufnahmeverfahren entschieden wurde.
Je nach Ergebnis bekamen die Kinder verschiedene Bezeichnungen:
- Brustkinder waren die eigenen Kinder der ausgewählten Ammen, die von ihren Müttern drei bis vier Monate lang gestillt wurden.
- Beileg- oder Nebenkinder wurden einer Amme an die Brust gelegt. Sie kamen nach einer Nacht oder wenigen Tagen in Außenpflege, schwächliche Kinder konnten auch länger bleiben.
- Nachtkinder blieben nur wenige Stunden, oft nicht einmal eine Nacht, ehe sie einer Pflegemutter übergeben wurden. Zu dieser Gruppe gehörte die Mehrheit der Findelkinder.
- Wasserkinder bezeichnete jene Kinder, die ansteckende Krankheiten, insbesondere Syphilis, hatten und wegen der Ansteckungsgefahr nicht von den Ammen gestillt werden durften. Sie legte man in die Wasserstuben, wo sie meistens nicht an ihren Krankheiten, sondern an der mit Wasser verdünnten Kuhmilch starben.
- Als eingezahlte Kinder wurden Kinder bezeichnet, deren Mütter für die eigene Anonymität bezahlt hatten und so auch nicht als Ammen dienen mussten, außerdem musste auch für Kinder, die nicht im Gebärhaus zur Welt gekommen sind, eine Taxe bezahlt werden. Eingezahlte Kinder waren daher zugleich auch Beileg-, Nacht- oder Wasserkinder.
- Täuschlinge waren keine Neugeborenen, sondern ältere Findelkinder, die von ihren Pflegeeltern zurückgebracht und für einige Tage im Findelhaus versorgt wurden. Anschließend kamen sie auf neue Pflegeplätze, es sei denn, sie hatten das Entlassungsalter erreicht. Nach Zahlen der 1850er- und 1860er-Jahre wurden jährlich durchschnittlich 860 Kinder von ihren Pflegeeltern zurückgebracht, wobei die Hälfte davon noch kein Jahr alt war.[19] Anfang der 1880er-Jahre entschlossen sich einige Kronländer, ihre Kinder zurückzunehmen, woraufhin hunderte Kinder von ihren Pflegestellen zurückgeholt und bis zur Weiterfahrt mit einem Sammeltransport im Findelhaus untergebracht wurden. Für Täuschlinge standen drei kleine Zimmer zur Verfügung, die mit Matratzen ausgelegt waren.[7]
- Zeitweilige Kinder waren keine Findelkinder. Da in Wien keine andere Einrichtung existierte, an die Kinder im Fall von Krankheit, Tod oder Haft der Mutter übergeben werden konnten, wurde das Findelhaus in solchen Fällen auch zweckwidrig genutzt. Für diese, stets zeitlich befristeten Aufnahmen, mussten die Mütter nicht ledig sein. Anfangs kam es nur vereinzelt zu Aufnahmen zeitweiliger Kinder, um die Wende vom 19. zum 20. Jahrhundert machten die zeitweiligen Kinder aber schon mehr als zehn Prozent der Gesamtzahl aus. Dies lag daran, dass heimatrechtlich nicht nach Niederösterreich zuständige Mütter in dieser Möglichkeit einen Weg fanden, ihre Kinder trotzdem im Findelhaus unterzubringen.[16][12]

Für ältere Täuschlinge und zeitweilige Kinder stand im Haus ein Lehrer zur Verfügung, der aber nur die Buben unterrichtete. Mädchen besuchten die Gemeindeschule. Von den 1830er-Jahren bis 1843 existierte zudem eine Zweigstelle des Findelhauses im Versorgungshaus am Alserbach, in der männliche Täuschlinge untergebracht wurden.

### Klima
Im Findelhaus herrschte eine unmenschlich rohe und laute Atmosphäre, geprägt von Streitereien unter den Ammen sowie von derben Beschimpfungen und grober Behandlung durch die Wärterinnen. Frauen, die ihre Verpflichtung, als Amme zu dienen, nur ungern erfüllten, behandelten ihre Nebenkinder lieblos.
Ärzte der medizinischen Fakultät der Universität Wien stellten 1811 anlässlich einer Inspektion eine erschreckende „Verderbniss der Luft“ fest. Schmutzige Windeln, zum Trocknen aufgehängte Wäsche und mangelnde Hygiene trugen dazu ebenso bei wie die Tatsache, dass bis in die 1890er-Jahre Fenster und Türen der Leichenkammer auf den Hauptgang gerichtet waren. Dagegen half auch nicht die aus Angst vor Miasmen getroffene Regelung, dass pro Raum stets ein Fenster geöffnet sein musste.
Das Findelhaus war überdies auch stark von außen frequentiert: Es kamen Pflegefrauen, die sich täglich zur Übernahme von Findelkindern anstellten, Kinder zurückbrachten oder sich bei der Auszahlungskassa Pflegegelder auszahlen zu ließen, Familien, die nach Privatammen suchten, Familien, die ihre Kinder impfen lassen wollten, und, wenn auch nicht allzu häufig, Besuche für die Ammen. Bis 1839 durften auch noch Kinder, die auf dem Weg vom Findelhaus in das Haus der Pflegeeltern verstorben waren, ins Findelhaus zurückgebracht werden. Auch der Leichenträger kam ab den 1890er-Jahren zweimal täglich, um die verstorbenen Kinder abzuholen und zur Leichenbeschau und Obduktion in das Allgemeine Krankenhaus zu bringen. Bis dahin wurden die verstorbenen Kinder im Findelhaus seziert. Auch Mütter von Findelkindern kamen, um nach dem Verbleib ihrer Kinder zu fragen. Die Administration, die anfangs aus dem Anstaltsleiter, dem „Gegenhändler“ und zwei Amtsschreibern, später aus 29 Männern bestand, war ebenfalls im Haus untergebracht.
Durch die spätestens seit Mitte des 19. Jahrhunderts extreme Raumnot konnten sich Krankheiten leicht ausbreiten. Die Gonoblennorrhoe war im Findelhaus endemisch und führte 1855 zu einer Epidemie, bei der sowohl die Neugeborenen und etwa hundert Täuschlinge, als auch Wärterinnen, Näherinnen und der Anstaltsleiter infiziert waren. Die Epidemie dauerte bis 1857 an. Zur Einrichtung einer Station für augenkranke Kinder kam es erst in den 1880er-Jahren, daraufhin konnte die Krankheit eingedämmt werden.
Die Platznot im Findelhaus veranlasste die Wissenschaft, immer wieder auf die Lebensbedrohlichkeit für die Säuglinge hinzuweisen. Eine möglichst rasche Abgabe der Kinder auf Pflegeplätze wurde daher angestrebt, um deren Überlebenschancen zu erhöhen.

### Die Ammen
Die Aufzeichnungen des Findelhauses über die Herkunft der Mütter, die als Ammen dienten, sind wesentlich vollständiger geführt als jene des Gebärhauses. Demnach stammten die Frauen etwa im Jahr 1799 zu 30,9 % aus Niederösterreich, 11,4 % aus Wien, 9,5 % aus Ungarn, 7,7 % aus Böhmen, 7,3 % aus Bayern und 6,8 % aus Deutschland.
Anders als im Gebärhaus mussten die im Findelhaus als Ammen dienenden Mütter Anstaltskleidung tragen. In den Ammensälen stand für jede Frau ein Bett bereit, zu dessen linker und rechter Seite jeweils ein Säuglingsbett. Kinderbetten mit geraden Nummern waren für die Kinder der Ammen gedacht, jene mit ungeraden Nummern für die Beileg- oder Nebenkinder. Ein großer Tisch in der Mitte des Zimmers diente sowohl als Wickeltisch als auch den Ammen als Esstisch. Für ihre Dienste bekamen sie einen geringen Ammenlohn. Fallweise kam es auch vor, dass eine Amme zwei, drei oder sogar vier Kinder neben ihrem eigenen versorgen musste. Das war etwa dann der Fall, wenn im Winter witterungsbedingt die vom Land kommenden Pflegefrauen ausblieben.
Die Findelhauswärterinnen waren vorrangig damit beschäftigt, die Einhaltung der Hausordnung zu kontrollieren. Die Ammen durften das Haus nur verlassen, wenn sie eine Ausgangsbewilligung hatten und eine Wärterin sie begleitete. Auch im Areal durften sie sich nicht frei bewegen und Besuche durften sie nur sonn- und feiertags empfangen. Laut der „Instruction für die Aufseherin“ aus dem Jahr 1816 hatten diese darauf zu achten, dass die Ammen „an den Fenstern keine Gespräche mit Mannsbildern führen, daß sie nicht lärmen, schreien, oder übermüthig singen, daß sie ihr Morgen-, Abend- und Tischgebet laut und auferbaulich verrichten“. Kontrolliert wurde auch das Stillen, insbesondere, dass keine Amme ihr Nebenkind gegenüber dem eigenen benachteiligt. Neben dem Stillen und der Säuglingspflege waren die Frauen wie im Gebärhaus zu diversen Arbeiten im Haus verpflichtet, die vorwiegend aus Reinigungsarbeiten bestanden. Ihr streng geregelter Tag begann um vier Uhr in der Früh.
Die Frauen waren über ihre Wahl als Amme zumeist unglücklich, sie bezeichneten den Dienst als „Ammenzwang“ und versuchten mit verschiedenen Tricks, sich diesem zu entziehen. Beispielsweise legten sie ihr Neugeborenes schon in der Gebäranstalt immer an dieselbe Brust an, wodurch die andere zu wenig Milch bildete, um als Amme zu dienen. Als Reaktion auf die Wahl zur Amme gab es in den 1890er-Jahren aber auch einen Selbstmordversuch und eine Mutter, die ihr Kind tötete. Trotz aller Kontrolle und Funktionalisierung der Mütter durch das Findelhaus kann jedoch nicht von einer Totalen Institution im Sinne von Erving Goffman gesprochen werden, da die Frauen nur befristet auf vier Monate als Ammen zur Verfügung stehen mussten.
Als Ansporn bekamen die Frauen zu den Mahlzeiten Bier ‒ insgesamt 1,7 Liter pro Tag. Zwar wusste man um die nachteilige Wirkung für die Kinder, wenn stillende Frauen Alkohol konsumieren, jedoch hielt man das Bier als Motivationsmittel für unerlässlich. 1904 wurde die Menge auf 0,6 Liter reduziert.
Das System des „Ammenzwangs“ war auch unter Ärzten umstritten. Friedrich Benjamin Osiander, der Anfang des 19. Jahrhunderts in der Findelanstalt zu Besuch war, und Carl Friedinger, späterer Direktor des Findelhauses, warnten davor, dass die Kinder zu ihrem Gedeihen nicht nur Muttermilch brauchen, sondern auch Zuwendung, die aber von Frauen, die sich inmitten der Stadt eingesperrt und unglücklich fühlten, nicht zu erwarten sei. Carl Friedinger war es deshalb besonders wichtig, dass die Kinder möglichst schnell an Pflegefrauen abgegeben werden.

## Hierarchien und Trinkgelder
Wärterinnen und Hausdiener von Gebär- und Findelhaus lebten bis Mitte des 19. Jahrhunderts ebenfalls in der Anstalt und unterstanden so deren umfassender Disziplinargewalt. Sie waren ungelernt, nicht fest angestellt und hatten unter den Bediensteten die niedrigste hierarchische Stellung. Sie entstammten derselben Klasse wie die ledigen Mütter, die sie beaufsichtigten. Hebammen waren Frauen mit qualifizierter Ausbildung und hatten auch eigene Rechte. Sie unterstanden der Oberhebamme, die für „die weibliche Ordnung“ zuständig und jedenfalls bis in die 1820er-Jahre teilweise dem Assistenten gleichgestellt war. Nur bei Abwesenheit des Professors bzw. Primargeburtsarztes war sie dem Assistenten untergeordnet. Zwischen den einzelnen Stufen dieser Hierarchie gab es scharfe Trennlinien, um sie aufrechtzuerhalten. So waren etwa Vertraulichkeiten oder Beziehungen zwischen Ärzten, Hebammen und Wärterinnen untersagt. Ebenso scharf war die Trennlinie zwischen den Wärterinnen und den ledigen Frauen, die insbesondere besagte, dass die Wärterinnen kein Geld annehmen durften.
Es lässt sich jedoch anhand zahlreicher Berichte und durch die vielfach erneuerten Verbote, aber auch aufgrund einer 1888 durch Ernst Vergani aufgedeckten Trinkgeldaffäre, nachweisen, dass die Frauen sowohl im Gebär- als auch im Findelhaus durch das untergeordnete Personal ausgebeutet wurden. Die Affäre weitete sich zu einem Skandal aus, der den Niederösterreichischen Landtag mehrere Sitzungen lang beschäftigte.
In den Berichten werden die Wärterinnen als gefühllose, entmenschte Weibsbilder bezeichnet, die die ledigen Mütter mit Schimpfnamen wie „Mistpankerten und Hurenfratzen“ bezeichneten. Gegen solche Erniedrigungen soll „ein Zwanziger“ geholfen haben. Von Wärterinnen und Hebammen soll auch für die Taufe abkassiert worden sein, und noch mehr, wenn die Mutter einen zweiten Namen wünschte oder keinen Taufpaten für das Kind hatte. Wurde die Schwangere von Verwandten oder Herrenleuten ins Gebärhaus gebracht, so sollen diese ebenfalls „förmlich ausgeraubt“ worden sein. Die Hand sollen auch die Hebamme bei der Aufnahme, die Wärterin, die die Schwangere auf ihr Zimmer führt, die Wärterin in diesem Zimmer, Wärterin und Hebamme im Kreißzimmer und die Wärterin im Wochenzimmer aufgehalten haben. Zudem mussten die Wöchnerinnen für die Wärterinnen private Arbeiten wie Nähen und Stricken verrichten. Auch der Verkauf von Lebensmitteln und Getränken durch die Wärterinnen dürfte angesichts der oft bemängelten Küche einträglich gewesen sein. Sonntägliche Besuche für die Ammen wurden den betreffenden Ammen häufig nur gemeldet, wenn der Besucher einen Zwanziger für die Wärterin dabei hatte. Im Schutzpockenhauptinstitut wurden die niederen Wartenummern für die Impfung offen verkauft.
Hebammen hatten darüber hinaus noch weitere Einkunftsquellen: Sie vermittelten gegen Bezahlung in Eigenregie die Säuglinge auf gute Kostplätze oder die Wöchnerinnen als Ammen an attraktive Dienstgeber. Letzteres war den Hebammen verboten, da die Vermittlung von Ammen ab 1801 Aufgabe des hauseigenen „Säugammeninstituts“ war. Ebenso war das Vermitteln der Kinder an Kostplätze Aufgabe des Findelhauses und eine freie Wahl nur für Mütter in der Bezahlabteilung vorgesehen.
Der Grund für die Missstände wird in der schlechten Bezahlung des Personals gesehen, die bereits 1811 von der Medizinischen Fakultät kritisiert wurde, da man so nur minderwertiges Personal bekam. Selbst nach dem Skandal Ende der 1880er-Jahre änderte sich daran nichts. Stattdessen wurden jene, denen die Trinkgeldannahme nachgewiesen werden konnte, entlassen, andere kündigten selbst, um der Entlassung zuvorzukommen. 1888 wurden Beschwerdebücher eingeführt, damit die ledigen Mütter erneute Zwänge zum Trinkgeld oder andere Missstände eintragen konnten, diese wurden jedoch aufgrund ihres Standortes in der Verwaltungskanzlei so gut wie nicht benutzt. Mit einer 1889 von den weiblichen Beschäftigten eingebrachten und von den jeweiligen Abteilungsleitern unterstützten Petition an den Niederösterreichischen Landtag wurde ebenfalls keine Lohnerhöhung erreicht. Stattdessen wurden die weltlichen Pflegerinnen im Findelhaus gegen Ordensschwestern ausgetauscht. Die schlechte Finanzierung der Anstalt wird zudem als ein Zeichen der Geringschätzung der ledig gebärenden Frauen gesehen, die sich etwa auch in dem auf acht bis zehn Tage begrenzten Wochenbett äußerte, was selbst nach zeitgenössischen medizinischen Ansichten sehr kurz war.

## Die Pflegeplätze
Die Organisationsform, Kinder in Außenpflege auf Pflegeplätze zu geben, entsprach den Empfehlungen der Gelehrten des Waisenhausstreits in der zweiten Hälfte des 18. Jahrhunderts. Ziel war dabei das Überleben der Säuglinge, pädagogische Konzepte gab es nicht. Angeworben wurden die Pflegefrauen ‒ ganz dem Josephinismus entsprechend ‒ in Kooperation mit der Kirche. Schon im Jahr der Eröffnung des Findelhauses wurde Pfarrern aufgetragen, von der Kanzel herab die Möglichkeit zu diesem gottgefälligen Werk publik zu machen und auch später von Zeit zu Zeit zu predigen. Es kamen jedoch die wenigsten Pflegefrauen aus christlicher Nächstenliebe.

### Anforderungen an die Pflegefrauen und Kontrollen
Die Pflegefrauen mussten verheiratet oder verwitwet sein, sollten ein eigenes Haus am Land bewohnen, milchgebende Tiere besitzen und nach Möglichkeit zum Stillen in der Lage sein. Das Wohlfahrtszeugnis, mit welchem diese Fakten zu belegen waren, mussten sie gemeinsam mit einem Sittlichkeitszeugnis vorweisen, ehe sie ein Kind ausgefolgt bekamen. Ab 1890 mussten die Wohlfahrtszeugnisse zusätzlich Angaben über die Zahl der im Haushalt lebenden Kinder und Erwachsenen sowie Angaben zu Wohnungsgröße und Anzahl an milchgebenden Tieren enthalten. Kirchliche wie weltliche Behörden, die keine Findelkinder in ihren Gemeinden haben wollten, boykottierten oft die Ausstellung der Zeugnisse ‒ ein Grund, weshalb manchen Pflegefrauen auch ohne Zeugnisvorlage Kinder ausgehändigt wurden. Sämtliche Kosten, wie die Anreise nach Wien oder Gebühren für die Zeugnisse, bekamen sie ersetzt. Sie mussten für die Kinder weder Arztbesuche, Medikamente oder Schulgeld, noch Leichenbeschau und Beerdigung bezahlen, für Findelkinder war das kostenfrei. Übernahmen die Pflegefrauen ein Neugeborenes, bekamen sie auch ein Wäschebündel und zudem ein höheres Pflegegeld als für ältere Kinder. Erlebte das Kind den ersten Geburtstag, stand ihnen eine Extrazahlung zu.
Zur Kontrolle wurden Inspektoren eingesetzt, aber auch Pfarrer und Ortsobrigkeiten sowie Kreis- und Distriktärzte und später Landesimpfärzte wurden in die Überwachung einbezogen. Innerhalb Wiens und in den Vorstädten gab es einen eigenen Visitator, ab 1788 waren es drei und ab 1824 vier. Die Kontrollore konnten jedoch nur punktuell wirken, sodass der Leitung des Findelhauses die Konfrontation mit extremen Fällen von Kindesvernachlässigung nicht erspart blieb. So berichtete etwa ein Arzt, der als Findelkindaufseher fungierte, im Jahr 1825 von „elenden feuchten Hütten“, in welchen sich etwa folgendes Bild bot:

„Auf einem elenden, über zwei Tische gebreiteten Strohlager lagen vier Findlinge, keiner noch 2 Monate alt, nebeneinander; drei davon vom Durchfall besudelt, der vierte, vielleicht seit einer Stunde schon, tot … Ich kenne ein Weib, welches in einem Jahr zum 13. Male einen lebenden Findling gegen einen unter ihren Händen gestorbenen erhielt.“

Andere Ärzte sprachen von „industriösen Kostweibern“, „ausgezehrten, unrein gehaltenen und in stinkende Lumpen eingewickelten Findlingen“, von magerer Kost, verabsäumter Befolgung ärztlicher Anordnungen sowie von Misshandlungen. Als im Laufe des 19. Jahrhunderts die Mortalität unter den Findelkindern sank, kam es seltener vor, dass Pflegefrauen sich alle paar Wochen ein neues Kind holten, immer mehr kümmerten sich nun mehrere Jahre um ein Findelkind. Die verbesserten Überlebenschancen waren mit ein Grund dafür, dass ‒ nachdem im Jahr 1880 mit 9820 Kindern die höchste Aufnahmezahl im Findelhaus erreicht wurde ‒im Jahr 1881 mit 36.364 der Höchststand an insgesamt zu versorgenden Findelkindern erreicht wurde.
Das Sanktionsmittel für besonders nachlässige Pflegefamilien oder wenn unter ihrer Pflege besonders viele Kinder gestorben waren, war in der Regel der Entzug des Pflegekindes. Es konnten aber auch ganze Bezirke vorübergehend von der Findelpflege ausgeschlossen werden, wenn sich dort Fälle schlechter Pflege häuften. Das betraf etwa 1873/1874 sowohl Kojákovice im böhmischen Bezirk Třeboň als auch die niederösterreichische Gemeinde Haugsdorf, 1877/1878 die steirische Gemeinde Loipersdorf und das böhmische Jílovice (Bezirk Třeboň), und 1883/1884 die Bezirke Zwettl (Niederösterreich) sowie Friedberg (Steiermark). Die in Pflege gegebenen Kinder aus der jeweiligen Region wurden dann einfach abgeholt. Besonders erschwert wurden die Kontrollen, indem die Findlinge ab der Mitte des 19. Jahrhunderts auch in andere Kronländer vergeben wurden.

### Stillen
Pflegefrauen, die zum Stillen in der Lage waren, wurden als Brustparteien bezeichnet und bei der Vergabe der Kinder bevorzugt. Durch die enorme Zahl an Findlingen standen jedoch nicht genügend Frauen zur Verfügung, die diese Anforderung erfüllten, weshalb die Säuglinge oft nach acht Tagen im Gebärhaus, wo sie von ihrer Mutter gestillt wurden, und einem Tag Ammenmilch im Findelhaus, auf Ersatznahrung umgestellt wurden, zumeist mit Wasser verdünnte Kuhmilch. Das überlebten nur sehr robuste Kinder. Ein Arzt in den 1870er-Jahren schätzte, dass die Todesursache bei 40 bis 70 % der verstorbenen Säuglinge Verdauungserkrankungen waren.

### Wohnort und soziale Lage der Pflegefamilien
In den Anfangsjahren des Findelhauses gehörten die Pflegefamilien überwiegend den Berufsgruppen der kleinen Handwerker und Gewerbetreibenden an, die zweitgrößte Gruppe waren Tagelöhner. Einer landwirtschaftlichen Tätigkeit gingen im Jahr 1799 nur 3,8 % der Pflegefamilien nach. Zu dieser Zeit war das Einzugsgebiet der Pflegefrauen noch sehr beschränkt, sie wohnten immer in oder nahe bei Wien, oft in den Vorstädten. Das war auch durch die Findelhausadministration so festgelegt, die verlangte, dass Findlinge im Winter nur an Kostorte, die nicht weiter als fünf Meilen von Wien entfernt liegen, abgegeben werden durften. Bis 1840 waren andere Kronländer außer Niederösterreich von der Findelkindübernahme grundsätzlich ausgeschlossen. Ausnahmen wurden jedoch gemacht, wenn in Niederösterreich nicht genug Pflegefrauen gefunden werden konnten, oder auch, wenn die Pflegefrau zugleich ein älteres Findelkind zur unentgeltlichen Pflege mitnahm. So wurden beispielsweise 1821 auch Findelkinder an Ungarinnen abgegeben.
Offiziell war es ab den 1840er-Jahren erlaubt, Kinder in die Kronländer abzugeben. Wien sollte nach dem Willen der Findelhausdirektion wegen der überwiegend aus den klassischen Arbeiterbezirken kommenden Pflegefrauen als Pflegeort an Bedeutung verlieren. Niederösterreich entwickelte sich zum Hauptabnehmer ‒ 1857 waren etwa 450 niederösterreichische Orte als Pflegeorte verzeichnet, 1872 gab es 166 niederösterreichische Orte, in denen mehr als zehn Findelkinder lebten, 1882 kam auf je 140 Einwohner ein Wiener Findelkind. Dabei führten die Bezirke Krems, Waidhofen an der Thaya und Zwettl die Rangliste an ‒ Bezirke, in denen die Bevölkerung überwiegend landlos war und als Tagelöhner bei der Ernte und Heumahd arbeitete, oder sie waren Kleinhäusler, die mit dem Verspinnen und Verweben von Flachs für die Textilindustrie nur wenig dazuverdienen konnten. Die Wohnungen bestanden oft nur aus einem einzigen schmutzigen Raum, in dem gekocht, gewaschen, gewebt, gegessen und geschlafen wurde.
Die regionale Häufung der Findelkindübernahme in bestimmten Gebieten wird als Indiz gewertet, dass dort für die landlose Bevölkerung kaum andere Zuverdienstmöglichkeiten vorhanden waren und die Findelpflege den Charakter eines Gewerbes hatte. Neben Niederösterreich traf das auch auf einige Gebiete Westungarns zu, wo 1857 ein Sechstel aller neu aufgenommenen Kinder untergebracht wurde, 1888 schon mehr als ein Drittel. Ebenso gab es Häufungen in Böhmen, wo 1888 rund 16 % der Kinder aufgenommen wurden. In diesem industriell wichtigsten Teil Cisleithaniens gehörten die Pflegeeltern zu rund 20 % und mehr einem Handwerk oder Gewerbe an.
Ab Mitte des 19. Jahrhunderts entwickelte sich weiters die Oststeiermark, insbesondere der Bezirk Hartberg, zu einem wichtigen Abnehmer von Findelkindern. Aus einem Rechenschaftsbericht des Findelhauses Anfang der 1890er-Jahre geht hervor, dass hier viele Findelkinder über das Entlassungsalter hinaus behalten wurden. Überwiegend waren die oststeirischen Pflegefamilien Selbstversorgerbauern, Keuschler und Bergler, für die die Kinderübernahme ebenfalls dringend nötiges Bargeld ins Haus brachte. Zur Gemeinsamkeit der sozialen Klasse kam in der Oststeiermark noch ein weiteres Phänomen: Ernst Mischler beobachtete im Jahr 1896, „dass die Findlinge vielfach in dieselben Gegenden, Dörfer und Gemeinden wieder in Pflege zurückkommen, aus denen ihre Mütter herstammten“.
In den so entstandenen „Aufnahmezentren“ wurden neben Kindern aus dem Wiener Findelhaus auch Kinder aus anderen Anstalten (etwa Prag, Brünn oder Graz) in Pflege genommen, wobei Wien das meiste Kostgeld bezahlte. Niederösterreich war das einzige Land, das Findelkinder ausschließlich aus dem Wiener Findelhaus übernahm.

### Missbrauch des Findelwesens
Pflegefrauen gelang es immer wieder, Kostgeld für bereits verstorbene Findelkinder zu beziehen, indem sie entweder den Tod des Kindes nicht meldeten oder andere (eigene) Kinder als Findelkinder ausgaben und illegal besorgte Lebensbestätigungen vorwiesen. Das brachte nicht nur das Kostgeld als finanziellen Vorteil, sondern auch den Gratisbezug von Medikamenten für ein anderes Kind. Auch Nachweise der Stillfähigkeit wurden gefälscht, um schneller an ein Findelkind zu kommen.
Da für Kinder im ersten Lebensjahr das meiste Kostgeld bezahlt wurde, hatten manche Pflegefamilien gar kein Interesse am Überleben der Kinder ‒ sie konnten den toten durch einen neuen Findling austauschen. Diese Form der Engelmacherei fand vielfach Nachahmung.
Für die zum Empfang des Kostgeldes nötigen „Zahlbüchel“ wurden bei Kaufleuten Kredite aufgenommen. So befand sich bei Überprüfungen in Ungarn und der Steiermark im Jahr 1881 so gut wie kein Zahlbüchl im Besitz der Pflegefrauen, sondern verpfändet bei Geldboten und Kaufleuten. Wie die schlechte Pflege konnte auch das mit dem vorübergehenden Ausschluss von der Findelpflege sanktioniert werden.
Missbrauch wurde auch durch einige Pfarrämter betrieben, die trotz wiederholter Ermahnungen unerlaubte Gebühren für die Ausstellung der Zeugnisse einhoben. Von manchen Gemeinden sind illegale Gebühren für die Evidenzhaltung der Findelkinder bekannt.
Das meiste Geschäft machten jedoch „Zwischenhändler“, die auf lokaler Ebene das Geschäft mit den Findelkindern übernahmen. Zunächst nahmen sie gegen eine Provision den Frauen die beschwerliche Reise nach Wien ab, die anfangs zum Beheben des Kostgeldes notwendig war. Der Zwischenhändler nahm die Kostbücher in seinen Besitz und die Pflegefrauen konnten sich auch einen Vorschusskredit auf das zu erwartende Kostgeld holen. Manche der Zwischenhändler galten auch bei Pfarren und Gemeindevorständen als Autorität, ihre Kompetenz wurde nicht hinterfragt, manche gaben sich auch als Bevollmächtigte des Findelhauses aus. Sie organisierten schließlich auch die Abholung der Kinder vom Findelhaus, indem sie etwa den Frauen das Geld für die Reise vorstreckten, ihnen in Wien Quartier gaben und die Übernahme eines Säuglings über Kontakte im Findelhaus vermittelten. Oder es wurden Ammen zum Findelhaus geschickt, denen sie die zugewiesenen Kinder abnahmen und an Pflegefrauen verkauften. Sie verwalteten die Zahlbücher, um das Kostgeld zu beheben, von dem sie oft mehr als die Hälfte einbehielten. Dieser Kinderhandel betraf vor allem einige ungarische Bezirke, wo es dem Findelhaus nicht mehr möglich war, die Kinder wiederaufzufinden, sie gingen einfach „verloren“. Nach dem Bekanntwerden dieser Vorfälle in den Jahren 1888 und 1889 verschärfte das Findelhaus die Kontrollen. Pflegefrauen der betroffenen Bezirke mussten eine vom Ortspfarrer verfasste und versiegelte Personenbeschreibung vorweisen. Ungarischen Pflegefrauen wurden keine Zahlbücher mehr ausgehändigt, sondern zur Verwaltung und Auszahlung der Pflegegelder an die jeweiligen Pfarrämter gesendet. Ab 1891 wurden die Verwaltung der Zahlbücher und die Auszahlung der Kostgelder auch in Niederösterreich und bald danach in der Steiermark auf die lokalen Behörden übertragen.
Es wird angenommen, dass die Findelkinder schon in sehr jungen Jahren neben ihrer Funktion als Geldquelle auch als zusätzliche Arbeitskräfte dienten. Sie waren aufgrund ihrer unehelichen Geburt stigmatisiert und führten in den Familien oft ein Außenseiterdasein, das mehr an sehr junge Dienstboten erinnerte.

## Entlassung aus der Versorgung durch das Findelhaus
Mit dem Erreichen des „Normalalters“ endete für die Kinder die Versorgung durch das Findelhaus. Anlässlich dieses Ereignisses erhielten sie noch einmal dem Alter entsprechende Bekleidung und Schuhe. Das Normalalter lag anfangs bei fünfzehn Jahren, die Kinder waren also mehr oder weniger erwachsen und konnten unter den ihnen gebotenen Möglichkeiten ihren weiteren Lebensweg wählen. Sofern sie nicht vorher gestorben sind, denn dieses Alter erreichten bis 1806 nur fünf Prozent der Findelkinder.
Das Normalalter wurde 1805 auf zwölf und 1829 auf zehn Jahre herabgesetzt. Danach wurden sie entweder ihrer leiblichen Mutter zurückgegeben, blieben bei den Pflegeeltern oder sie wurden an die kommunale Armenversorgung abgegeben. Kamen sie zu ihren leiblichen Müttern, hing ihr weiteres Wohlergehen sehr davon ab, ob die Mütter bisher mit ihren Kindern in Kontakt geblieben sind oder ob sie einander fremd waren. In den Jahresberichten der 1899 von Lydia von Wolfring gegründeten Kinder-Schutz- und Rettungsgesellschaft finden sich immer wieder Fälle, die eine solche Entfremdung in Form von Misshandlungen deutlich machen, und auch am 1907 abgehaltenen ersten österreichischen Kinderschutzkongress war die „Entfremdung der Findelkinder“ eines der Themen. Blieben die Kinder bei den Pflegeeltern, so hatten diese das Recht, sie bis zu ihrem 22. Lebensjahr für diverse Arbeiten wie Feld- oder Hausarbeit zu verwenden. Dabei bekamen jüngere Kinder noch leichtere Aufgaben, ab ihrem 13. Lebensjahr mussten die meisten wie Erwachsene arbeiten. Eine Statistik darüber, wie viele Kinder bei ihren Pflegeeltern blieben und wie viele zu ihren Müttern kamen, wurde nicht geführt, es liegen nur vereinzelte Zahlen vor. So blieben einer Notiz aus den 1890er-Jahren zufolge etwa 38 % der Findelkinder bei ihren Pflegeeltern. Aufzeichnungen über die Abgänge zwischen 1863 und 1872 zeigen, dass etwa 60 % der Kinder bereits vor Erreichen des Normalalters aus der Findelpflege entlassen wurden ‒ was nur geschehen konnte, wenn eine Privatperson die weitere Versorgung übernahm. Ob das immer die eigenen Eltern waren, geht daraus nicht hervor. Rückholungen durch die eigenen Eltern waren seit 1829 ohne Entschädigungszahlungen möglich.
Für die Armenkinderversorgung war ‒ außer, es handelte sich um eingezahlte Kinder ‒ die Heimatgemeinde der Mutter zuständig, auch wenn diese schon lange nicht mehr dort lebte. Die Kinder wurden von den Pflegeeltern in das Findelhaus zurückgebracht und von dort entweder durch die Heimatgemeinde abgeholt oder per behördlichem „Wiener Schub“ in die jeweilige Gemeinde überstellt. Dafür mussten sie die Nacht vor dem Transport im Wiener Polizeihaus verbringen. Die Praxis, zehnjährige Kinder „gemeinschaftlich mit Vagabunden und Schüblingen“ unterzubringen, wurde erstmals 1874 vom Findelhausdirektor Carl Friedinger kritisiert, nachdem er bei einem Besuch im Polizeihaus Findelkinder in Gesellschaft von Dirnen sah. Der niederösterreichische Landtag musste in seinen Untersuchungen feststellen, dass es hauptsächlich nach Niederösterreich zuständige Kinder waren, die per Schub transportiert wurden, während etwa ungarische Kinder meistens von Verwandten abgeholt wurden. Noch im selben Jahr wurde daher verordnet, dass Delegierte der Heimatgemeinden die Kinder abholen mussten. Nach Böhmen wurden sie ab 1891 in Gruppen verschickt.
Darüber, wem sie letztendlich übergeben wurden, gibt es keine Aufzeichnungen, im Findelhaus wurde bloß „normalalt ab“ vermerkt. Die Forschung nimmt jedoch an, dass sie ihr Leben in der ländlichen Unterschicht oder im städtischen Proletariat verbrachten, konfrontiert mit den gegen sie gerichteten Vorurteilen.

## Mortalität
Bis zum Jahr 1813 starben 97 % der im Findelhaus aufgenommenen Kinder während der Verpflegungsdauer. Gemessen an der Gesamtzahl der im jeweiligen Jahr durch das Findelhaus versorgten Kinder entspricht dies einer Mortalitätsrate von 59 %. Im Untersuchungsjahr 1799 starb die Hälfte der Kinder während des ersten Lebensmonats, den ersten Geburtstag erlebten 90 % nicht. Während des 19. Jahrhunderts sank die Sterblichkeitsrate. Von den während des Bestehens des Findelhauses insgesamt aufgenommenen 730.130 Kindern starben ca. 493.670 oder knapp 68 %. Davon starben bis zum Ende des 19. Jahrhunderts rund 30 % im Findelhaus, 70 % bei den Pflegeparteien, danach sank der Anteil jener Kinder, die noch im Findelhaus verstorben sind, auf 9,4 %. Über die Sterblichkeit im Gebärhaus gibt es keine Aufzeichnungen.
Eine deutliche Erhöhung des Pflegegeldes war ein wirksames Mittel, um die Kindersterblichkeit zu senken. Nach einer Erhöhung im Jahr 1813 sank die Sterblichkeitsrate von 94 % im Jahr 1812 auf 78 %, nach einer weiteren Erhöhung sank sie von 76 % im Jahr 1872 auf 65 % im Jahr 1873, jeweils gemessen an der Aufnahmezahl. Von kleineren Anpassungen abgesehen, gab es jedoch im 19. Jahrhundert keine weiteren Erhöhungen des Pflegegeldes.
Das Findelhaus hatte nicht nur durch steigende Aufnahmezahlen immer mehr Kinder finanziell zu versorgen, sondern auch dadurch, dass aufgrund der verbesserten Überlebenschancen mehr Kinder das kritische erste Lebensjahr überlebten und älter wurden. Nach der Pflegegelderhöhung im Jahr 1813 hatte sich die Zahl der Findelkinder aus Wien innerhalb von 16 Jahren verfünffacht, der Erhöhung von 1873 folgte eine Verdoppelung der Zahl innerhalb von acht Jahren.

## Der Umgang mit dem Tod
Für Findelkinder, die an ihrem Kostort starben, trug der totenbeschauende Arzt auf dem Kindeszeichen Todesort und Todestag ein, der Pfarrer vermerkte das Datum des Begräbnisses. Kinder, die während des Transports vom Findelhaus zum Kostort starben, wurden bis 1839 ins Findelhaus zurückgebracht, danach mussten sie am Ort des Todes beschaut und begraben werden. Sofern das Kind nicht länger als acht Monate überlebt hat, musste die Pflegemutter das seit 1830 ausgefolgte Wäschepaket ins Findelhaus zurückbringen ‒ abzüglich eines Hemdchens, das als Totenhemd diente.
Starb ein Kind in der Anstalt, wurde die Totenbeschau durchgeführt und das Kind konnte von den Angehörigen begraben werden, die dann allerdings auch für die Kosten aufkommen mussten, was sich die wenigsten leisten konnten. Kinder jüdischer Frauen holte ein Diener der jüdischen Kultusgemeinde ab, die das Begräbnis übernahm. Der Großteil der Kinder diente nach dem Tod der Ausbildung und Forschung der Ärzte. Die spätere Beerdigung fand in Form eines Armenbegräbnisses statt, bei dem zehn bzw. zwanzig Kinderleichen gemeinsam in einen Sarg gelegt wurden. Dafür wurde eine jährliche Pauschale bezahlt. Ab dem 1. November 1874 fanden diese Begräbnisse auf dem Wiener Zentralfriedhof statt.
Das zahlenmäßig beträchtliche „Leichenmaterial“ teilten sich anfangs Pathologie, Anatomie und die Findelanstalt. Ein schwedischer Arzt, der um 1840 Carl von Rokitansky besuchte, berichtete:

„Zahlreiche Leichen aus dem Findelhaus lagen neben seinem Hörsaal aufgeschichtet, ohne seziert zu sein. Ich erhielt seine Erlaubnis, sie zu untersuchen unter der Bedingung, daß ich ihm zeigen sollte, wenn ich etwas Bemerkenswertes fand. Ich sezierte Hunderte von Leichen, aber ohne viel zu lernen, weil ich nichts über den vorhergehenden Krankheitsverlauf erfuhr.“

Die Übergabe der Findelanstalt in niederösterreichische Landesverwaltung führte zu jahrzehntelangen Kompetenzstreitigkeiten zwischen den Ärzten des Findelhauses, den Gebärkliniken und der pathologischen Anstalt des Allgemeinen Krankenhauses, die an dem „Material“ gleichermaßen Interesse hatten. Es wurde schließlich beschlossen, dass die Leichen zunächst den Findelhausärzten zustehen würden. Jene Kinderleichen, die sie nicht benötigten, kamen ins Allgemeine Krankenhaus. Ende der 1870er-Jahre weigerte sich der niederösterreichische Landesausschuss, die Begräbniskosten jener Kinder zu tragen, die von Ärzten des Allgemeinen Krankenhauses seziert wurden. Eine Einigung in dem Streit um die Kinderleichen kam erst 1890 zustande. Die Leichen wurden nun dreimal täglich aus der Gebäranstalt und zweimal täglich vom Findelhaus abgeholt und standen nach der Leichenbeschau im Allgemeinen Krankenhaus „mit Wahrung des dem pathologisch-anatomischen Museum zustehenden Rechtes“ wieder den Ärzten von Gebär- und Findelhaus zur Verfügung.

## Diskriminierung von jüdischen Frauen und ihren Kindern
Die katholische Zwangstaufe der Kinder von jüdischen Frauen zeigt die rechtliche und gesellschaftliche Diskriminierung von Menschen jüdischen Glaubens im 18. und 19. Jahrhundert. Doch die Zwangstaufe hatte neben der katholischen Erziehung bei den Pflegeeltern noch weitreichendere Folgen: Wollte eine jüdische Mutter ihr Kind zurücknehmen, egal ob vor oder nach Ablauf der Findelpflege, wurde ihr dies mit der Begründung der unterschiedlichen Religionszugehörigkeit verwehrt. Auch während der Findelpflege wurde der Kontakt zwischen jüdischen Müttern und ihren katholisch zwangsgetauften Kindern konsequent unterbunden, die Mütter durften weder Namen noch Aufenthaltsort ihrer Kinder erfahren. Das galt nur dann nicht, wenn die Mutter ihre Aufnahme in der katholischen Kirche bestätigen konnte.
Ab 1848 erfolgte Proteste der Israelitischen Kultusgemeinde Wien wurden mit Verweis auf die bestehenden Regelungen zurückgewiesen. Der damalige Findel- und Gebärhausdirektor Franz Prinz bezeichnete es 1852 als undurchführbar, jüdische Pflegeeltern zu suchen oder für eine gesonderte Speisenzubereitung im Gebärhaus zu sorgen. Außerdem sei es das Recht des Staates, die ihm überlassenen Kinder in der Religion der Mehrheit zu erziehen. Erst ab dem Jahr 1868 konnten Mütter über die Religionszugehörigkeit ihrer Kinder entscheiden. Bis zu diesem Zeitpunkt waren jüdische Mütter auch von der Ammenwahl im Findelhaus ausgeschlossen.
Zwangsgetaufte Kinder jüdischer Mütter wurden bei den Pflegeparteien schlechter versorgt als Kinder katholischer Mütter. Das zeigt sich in einer erhöhten Sterblichkeitsrate: Um die Mitte des 19. Jahrhunderts starben noch immer 94 % dieser Kinder. Von den 1816 bis 1868 belegten über 2.500 jüdischen Kindern wurden alle getauft und von ihren Müttern getrennt.  Nach 1868, als die Zwangstaufe weggefallen war, kamen jüdische Kinder aufgrund des Mangels an jüdischen Pflegefrauen teilweise auch zu katholischen Pflegeeltern. Diese durften die verstorbenen Pflegekinder in die Findelanstalt zurückbringen; es wird angenommen, dass diese Regelung ihre Ursache darin hat, dass katholische Pfarrer sich häufig weigerten, ein jüdisches Kind zu begraben. Die überdurchschnittlich hohe Sterblichkeit jüdischer Kinder sank schlagartig, nachdem sich die Kultusgemeinde 1871 zu jährlichen Zahlungen an das Findelhaus entschloss.

## Die Väter
Es entsprach dem Verständnis von Anonymität, dass nach den Vätern der unehelichen Kinder nicht geforscht wurde, das besagten auch die Direktivregeln. Daran änderte sich auch nichts, nachdem 1811 die Unterhaltspflicht des Vaters im ABGB eindeutig geregelt wurde. Allerdings finden sich in den Findelhausbüchern Aufzeichnungen für die ersten Wochen des Jahres 1784, darin wurden die Väter in 93,4 % der Fälle unter Angabe ihres Berufes eingetragen. Die mit 37,5 % größte Gruppe waren Angehörige verschiedener Gewerbe, diese waren zur Hälfte Gesellen. Soldaten waren mit 29,7 % die zweitgrößte Gruppe, „Bediente“ und Knechte waren zu 25,8 % vertreten. Ebenso berichtete der langjährige Anstaltsdirektor Carl Friedinger von seinen Beobachtungen, wonach viele der Väter Soldaten oder Handwerker waren. Die Väter waren also überwiegend selbst nicht in der Lage, zu heiraten und einen Hausstand zu gründen. Die allgemeine Annahme, uneheliche Kinder wären in Beziehungen zwischen Dienstherren und Dienstbotinnen gezeugt worden, dürfte daher nicht der Realität entsprochen haben.
Als das Findelhaus durch die sinkende Kindersterblichkeit immer mehr Kinder versorgen musste, konnte auch die sukzessive Beschränkung der Anstalt auf die niederösterreichischen Landesangehörigen die Kostenexplosion nicht eindämmen. Es dauerte bis 1905, bis die Heranziehung der Väter für den Unterhalt der Kinder ins Auge gefasst wurde. Dafür war eine Änderung des Statutes durch den niederösterreichischen Landtag notwendig, laut dem es bis dahin untersagt war, die Mutter nach dem Kindesvater zu fragen. Nach dem Vorbild der steirischen Findelanstalt wurde schließlich im Juli 1907 eine Rechtsschutzabteilung eröffnet. Deren Aufgaben waren die Abwicklung der vormundschaftlichen Geschäfte und die Geltendmachung der Alimentationsansprüche der unehelichen Kinder gegenüber ihren Vätern. Die Umsetzung des seit 1811 im ABGB festgeschriebenen Rechtes der Kinder nach fast hundert Jahren erfolgte somit in erster Linie aus finanziellen Aspekten.

## Das Säugammeninstitut
Frauen, die den Ammendienst hinter sich gebracht hatten, wurden häufig als Privatammen weitervermittelt. Das war bereits seit der Errichtung des Findelhauses üblich, im Jahr 1801 wurde schließlich das Säugammeninstitut gegründet. Die Ammen wurden ärztlich untersucht und das Institut warb damit, „reine, gesunde Ammen“ zu vermitteln. Gleichzeitig wurde gewarnt, keine Amme aufzunehmen, deren Gesundheitszeugnis älter als drei Tage war. Es wurde auch eine zweiwöchige Garantie für die Tauglichkeit der Amme gegeben. Verlor die Amme während dieser Zeit ihre Milch, war das Institut verpflichtet, eine andere Amme zu schicken. Wurde sie hingegen vertragsbrüchig, wurde sie mit der Entlassung ihres Kindes aus dem Findelhaus bestraft.
Es sollte eine Monopolstellung erreicht und die privaten „Ammenzubringerinnen“ verdrängt werden. Doch das konnte ‒ trotz politischer Maßnahmen wie der Verpflichtung zu ärztlichen Untersuchungen im Findelhaus auch für private Ammen ‒ nie erreicht werden. Zwischen 1863 und 1872 stellte das Säugammeninstitut 40 % aller Hausammen, 1897 waren es nur noch 10 %. Zugleich verlor gegen Ende des 19. Jahrhunderts das Ammenwesen erheblich an Bedeutung: Die Pasteurisierung von Milch wurde möglich und die ersten Surrogate für Säuglingsnahrung kamen auf den Markt.

## Das Schutzpockenhauptinstitut
Nach der Entwicklung der Schutzimpfung gegen Pocken durch Edward Jenner Ende des 18. Jahrhunderts wurden im Jahr 1801 Versuche im Wiener Allgemeinen Krankenhaus mit 26 Kindern durchgeführt, wovon 21 aus dem Findelhaus stammten. Aufgrund des positiven Ausgangs wurde 1802 das Schutzpockenhauptinstitut im Findelhaus installiert. Dieses bot der Bevölkerung eine kostenlose Impfung an und versorgte Impfärzte der gesamten Monarchie mit Impfstoff. Der Impfstoff wurde dabei von Findelkindern, den sogenannten Stammimpflingen, gewonnen. Es kam jedoch regelmäßig zu Impfstoffknappheit. Ärzte hatten auch die Möglichkeit, sich ein Findelkind als Stammimpfling „auszuborgen“.
Eine möglichst breite Immunisierung der Bevölkerung wurde angestrebt und die Maßnahmen zu deren Erreichen wurden immer rigider. Ärzte bekamen Belohnungen, wenn sie besonders viele Menschen impften; Pfarrern wurde aufgetragen, der Bevölkerung zweimal jährlich von der Kanzel die Impfung ans Herz zu legen; eine Meldepflicht wurde eingeführt; die Pfarrer hatten viermal jährlich die an den Pocken Verstorbenen zu verlesen; ungeimpfte, verstorbene Kinder mussten ohne Begleitung beerdigt werden; 1815 und 1816 wurde das Erstellen von Listen von Familienoberhäuptern angeordnet, die die Impfung verweigerten.
Im Findelhaus selbst wurden die Kinder der Ammen geimpft, da nur sie lange genug im Haus waren. Die Brustkinder waren es auch, die als Stammimpflinge verwendet wurden. Bei den anderen Kindern mussten sich die Pflegeeltern um die Impfung kümmern ‒ taten sie es nicht, konnte ihnen das Kostgeld gestrichen werden.
Im Jahr 1893 verlor das Findelhaus seine Funktion als Impfinstitut. Ein eigenes Institut zur Gewinnung von tierischem Impfstoff wurde gegründet. Dieses blieb aber in räumlicher Nähe, es befand sich in einem neu errichteten, einstöckigen Gebäude im Garten des Findelhauses. Die ersten Versuche mit Kälber-Lymphe wurden wiederum an Findelkindern durchgeführt.

## Das Ende des Findelhauses
In den 1860er-Jahren entbrannte der sogenannte Findelhausstreit, bei dem Gelehrte über den Sinn der Anstalt (und der Findelhäuser überhaupt) diskutierten. Die Befürworter fanden nicht das System an sich schlecht, sondern lediglich dessen Organisation. Sie waren der Ansicht, eine Reform ‒ weg vom Stempel der Anonymität, hin zu mehr Schutz und Wahrung der den Kindern im ABGB zugestandenen Rechte, könnte die Probleme lösen. Die Gegner propagierten das Konzept der Mutterliebe, die von selbst erwachen würde, ermöglichte man den Müttern, ihre Kinder selbst zu betreuen. Die Diskussion verebbte in den 1870er-Jahren, nachdem einige Anstalten anderer Städte geschlossen wurden. In Wien wurde ab 1870 die Möglichkeit gefördert, den Müttern ihre Kinder selbst in Pflege zu geben.
Erneut entstand eine Diskussion in den 1880er-Jahren, diese entbrannte jedoch an den Fragen Mortalität und Finanzierbarkeit. Das Findelwesen sah man nun immer mehr zum Bereich der Armenfürsorge gehörend, da der einzige Grund für die Abgabe der Kinder die Armut der Mütter war, und forderte eine Rückführung der Zuständigkeit auf Staatsebene. Ein eigenes Kinderschutzgesetz, eine generelle Regelung der Armenkinderfürsorge und neue Institutionen, wie Kinderasyle, -bewahranstalten und -krippen wurden diskutiert und gefordert.
Der Direktor der Anstalt, Carl Friedinger, konnte den Wesenswandel der Anstalt nicht nachvollziehen. Er hielt es immer noch für „vernünftiger, der Mutter die Ehre zu retten und dem Kinde das Leben zu erhalten, als wegen des ungewissen Erbtheils des Kindes der verschämten jungen Mutter das Vertrauen auf die Zukunft zu zerstören“. Zugleich überschätzte er ‒ angesichts der Probleme mit der Außenpflege ‒ die Fähigkeiten des Findelhauses:

„Sind die unehelichen Kinder geboren, so räth die Staatsklugheit, dieselben nicht zu verlassen. […] Will man die Zunahme der Proletarier, der Socialisten, der Anarchisten, der Nihilisten und wie die Feinde der Ordnung Alle heissen mögen, Einhalt thun, so muss man sich der Kinder der Armen bemächtigen und die Kinder für das Wahre, Schöne und Gute mehr als die Eltern empfänglich machen.“

Während in Graz bereits ein Kinderschutzgesetz erlassen und das Findelwesen vollständig reformiert waren, kam es in Wien ab 1898 zu schrittweisen Reformen, deren Umsetzung bis 1907 dauerte, da der Niederösterreichische Landesausschuss ein „allzutiefes Einschneiden von weitausgreifenden Neuerungen in jahrhundertelang eingelebte Gewohnheiten“ vermeiden wollte. Diese Reformen waren zunächst die Trennung der Gebär- von der Findelanstalt, das Ende der Anonymität, neue, auf tatsächliche Armut statt auf Unehelichkeit ausgerichtete Aufnahmebedingungen, Förderung des Kontaktes zwischen Mutter und Kind, Verpflichtung der Kindesväter zur Alimentationsleistung, wofür 1907 eine Rechtsschutzabteilung eingerichtet wurde, ein Neubau sowie die Neuorganisation der Kinderfürsorge im Allgemeinen und die Vorbereitung eines Kinderschutzgesetzes.
Bei der Grundsteinlegung für den Neubau im Jahr 1908 wurde auch die Namensänderung für die neue Institution beschlossen. Mit dem Verschwinden der Begriffe Findelanstalt und Findelkind wollte man gleichzeitig den diesen Kindern lebenslang anhaftenden Makel beseitigen. Der Beschluss des Statuts für das neu zu gründende Niederösterreichische Landes-Zentralkinderheim erfolgte 1909/1910 und war der Abschluss der 1898 begonnenen Reformierung des Findelkindersystems. Dessen Zweck war nun der Schutz „bedürftiger Kinder, die der elterlichen Fürsorge dauernd oder vorübergehend entbehren“ mussten, aber auch „die in der Landesgebäranstalt in Wien geborenen außerehelichen Kinder […] aufzunehmen“.
Das Niederösterreichische Landes-Zentralkinderheim wurde am 20. April 1910 in Gersthof eröffnet und zugleich das Findelhaus geschlossen.

## Direktoren
Direktoren des Vereinigten Wiener Findel- und Waisenhauses:
- 1784 ‒ 1785: Ignaz Parhamer
- 1785 ‒ 1806: ? André

Unter der Verwaltung des Allgemeinen Krankenhauses waren dessen Direktoren zugleich Direktoren des Gebär- und Findelhauses:
- 1805 ‒ 1811: Franz Nord
- 1811 ‒ 1818: Johann Valentin Hildenbrand
- 1818 ‒ 1829: Johann Nepomuk Raimann
- 1829 ‒ 1830: Andreas Belleczky
- 1830 ‒ 1831: Johann Christian Schiffner
- 1831 ‒ 1837: Franz Günther
- 1838 ‒ 1848: Johann Christian Schiffner
- 1848 ‒ 1851: Theodor Helm

Direktoren des Gebär- und Findelhauses:
- 1851 ‒ 1867: Franz Prinz
- 1867 ‒ 1888: Carl Friedinger
- 1889 ‒ 1901: Ernst Braun

Direktor des Findelhauses und des späteren Landes-Zentralkinderheims:
- 1901 ‒ 1910: Gustav Riether[39]

## Kurioses
- Aufgrund des Findelhauses, aber auch der anderen Spitäler in der Umgebung, besitzt die Pfarre der Alserkirche das derzeit größte Matrikenarchiv Europas.[5]